# Premio Chauvenet
El Premio Chauvenet es la mayor distinción para los matemáticos investigadores que publican artículos científicos. Consiste en un premio de mil dólares más un certificado, y es otorgado anualmente por la Asociación Matemática Estadounidense (MAA) en reconocimiento de algún artículo destacado en el área de la matemática. Para ser elegido es requisito ser miembro de la MAA. El nombre del premio es en honor al profesor estadounidense William Chauvenet (1820-1870) y se estableció a través de un obsequio proporcionado por el matemático Julian Coolidge en 1925.

## Ganadores del Chauvenet
Los ganadores a la fecha de este premio son los siguientes:
- 1925 G. A. Bliss
- 1929 T. H. Hildebrandt
- 1932 Godfrey Harold Hardy
- 1935 Dunham Jackson
- 1938 G. T. Whyburn
- 1941 Saunders MacLane
- 1944 R. H. Cameron
- 1947 Paul Halmos
- 1950 Mark Kac
- 1953 E. J. McShane
- 1956 R. H. Bruck
- 1960 Cornelius Lanczos
- 1963 Philip J. Davis
- 1964 Leon Henkin
- 1965 Jack K. Hale y Joseph P. LaSalle
- 1967 Guido Weiss
- 1968 Mark Kac
- 1970 Shiing Shen Chern
- 1971 Norman Levinson
- 1972 Jean Francois Treves
- 1973 C. D. Olds
- 1974 Peter D. Lax
- 1975 M. D. Davis y Reuben Hersh
- 1976 Lawrence Zalcman
- 1977 W. Gilbert Strang
- 1978 Shreeram S. Abhyankar
- 1979 Neil J. A. Sloane
- 1980 Heinz Bauer
- 1981 Kenneth I. Gross
- 1982 No hubo premio
- 1983 No hubo premio
- 1984 R. Arthur Knoebel
- 1985 Carl Pomerance
- 1986 George Miel
- 1987 James H. Wilkinson
- 1988 Steve Smale
- 1989 Jacob Korevaar
- 1990 David Allen Hoffman
- 1991 W. B. Raymond Lickorish y Kenneth C. Millett
- 1992 Steven G. Krantz
- 1993 David H. Bailey
- 1994 Barry Mazur
- 1995 Donald G. Saari
- 1996 Joan Birman
- 1997 Tom Hawkins
- 1998 Alan Edelman y Eric Kostlan
- 1999 Michael I. Rosen
- 2000 Don Zagier
- 2001 Carolyn S. Gordon y David L. Webb
- 2002 Ellen Gethner
- 2003 Thomas C. Hales
- 2004 Edward B. Burger
- 2005 John Stillwell
- 2006 Florian Pfender y Günter Matias Ziegler
- 2007 Andrew J. Simoson
- 2008 Andrew Granville
- 2009 Harold P. Boas
- 2010 Brian J. McCartin
- 2011 Bjorn Poonen
- 2012 Dennis DeTurck, Herman Gluck, Daniel Pomerleano y David Shea Vela-Vick
- 2013 Robert Ghrist
- 2014 Ravi Vakil
- 2015 Dana Mackenzie
- 2016 Susan Marshall y Donald R. Smith
- 2017 Mark F. Schilling
- 2018 Daniel J. Velleman
- 2019 Tom Leinster